# Nellim

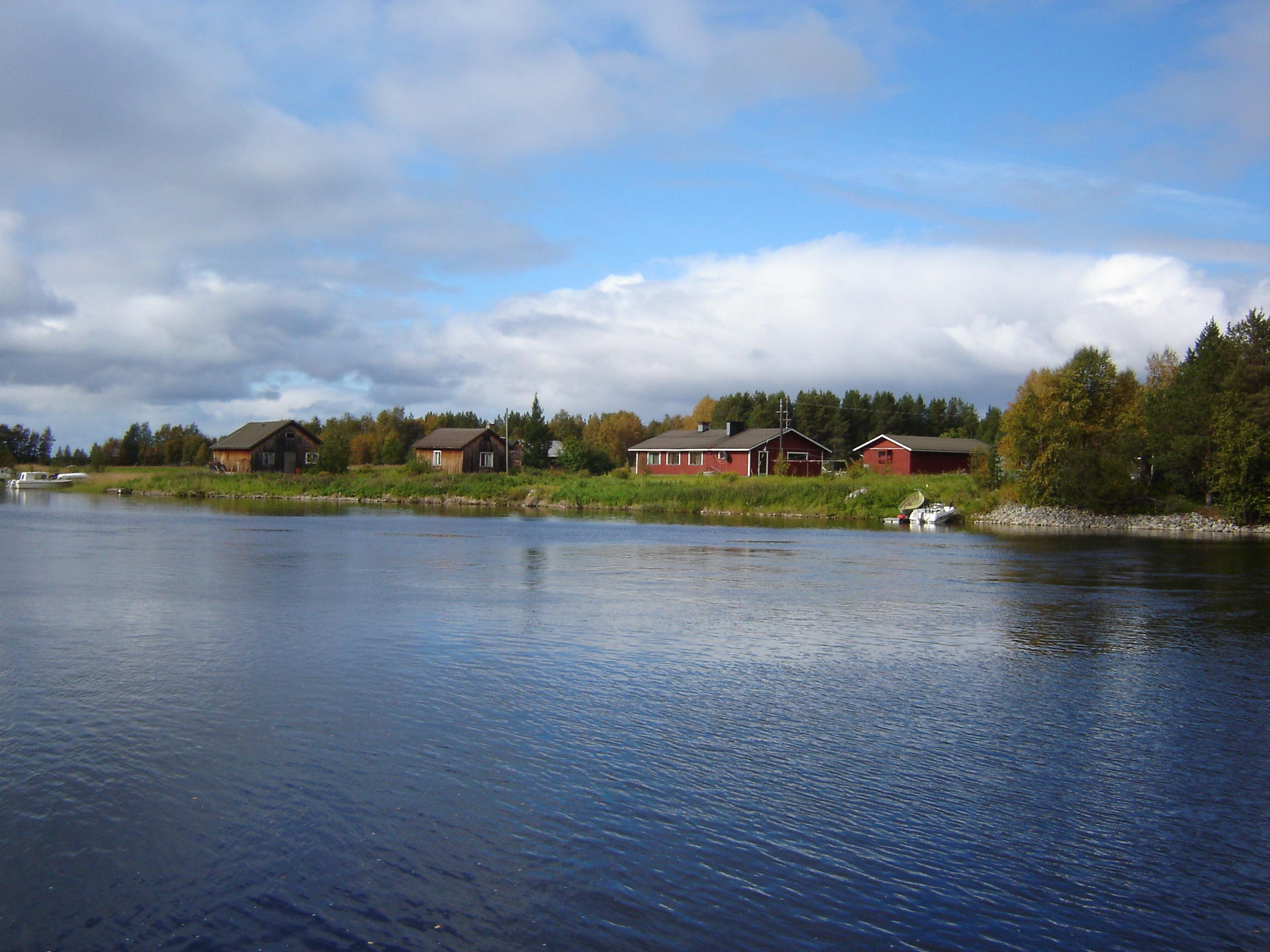
Nellim am Inarisee

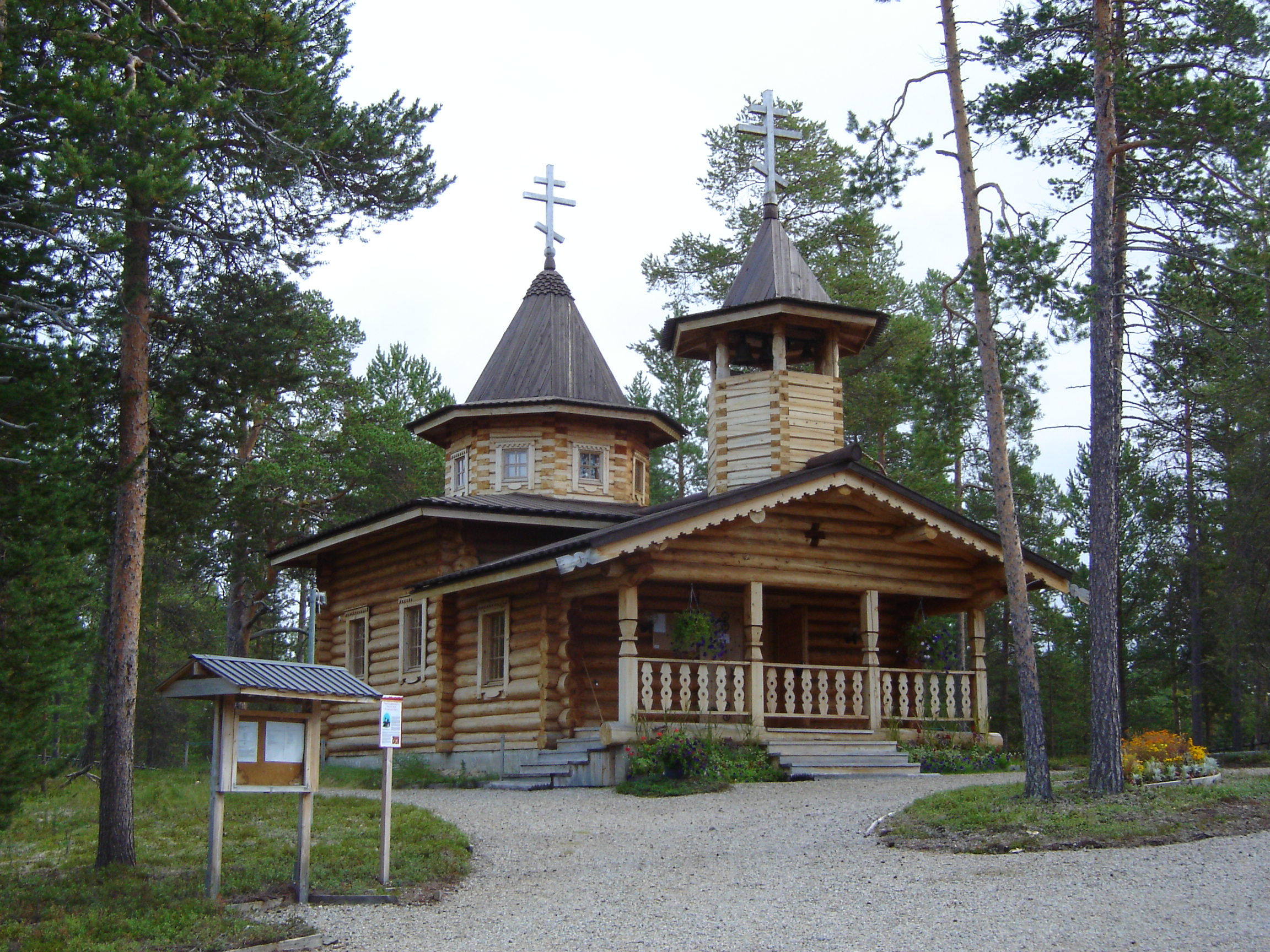
Orthodoxe Kirche in Nellim

Nellim [ˈnɛlːim] (inarisamisch Njellim, Skoltsamisch Njeäʹllem) ist ein Dorf in der Gemeinde Inari in Finnisch-Lappland. Es hat 194 Einwohner und liegt 42 km nordöstlich des Hauptorts Ivalo am südöstlichen Ende des Inarisees unweit der Grenze zu Russland. Von Ivalo ist Nellim über die frühere Eismeerstraße, heute Hauptstraße (Kantatie) 91 und Regionalstraße (Seututie) 969 erreichbar.
In dem Dorf sind mehrere Kulturen und Sprachen vertreten: Die ursprünglichen Einwohner Nellims sind Inarisamen. In den 1920er und 1930er Jahren ließen sich finnische Waldarbeiter im Ort nieder. Nach dem Zweiten Weltkrieg wurden in Nellim Skoltsamen aus dem Gebiet von Petsamo (Petschenga), das Finnland an die Sowjetunion abtreten musste, angesiedelt.
Im Dorf befinden sich ein Bootshafen, ein Hotel, ein Café, ein Lebensmittelgeschäft, eine Grundschule und eine orthodoxe Kirche. Der hölzerne Bau wurde 1987 von den orthodoxen Skoltsamen errichtet und ist der Heiligen Dreifaltigkeit sowie dem Heiligen Tryphon von Petschenga geweiht.
2009 legten Rentierhirten und Holzfäller einen Konflikt bei, indem sie unter anderem einen 20-jährigen Einschlagstopp für Urwaldbäume vereinbarten.